# Gingsheim
Gingsheim ist eine Commune déléguée in der französischen Gemeinde Wingersheim les Quatre Bans mit 356 Einwohnern (Stand: 1. Januar 2021) im Département Bas-Rhin in der Region Grand Est (bis 2015 Elsass).
Die ehemalige Gemeinde Gingsheim bildet seit 1. Januar 2016 gemeinsam mit Hohatzenheim, Mittelhausen und Wingersheim die Commune nouvelle Wingersheim les Quatre Bans. Sie war Mitglied der Communauté de communes du Pays de la Zorn.

## Bevölkerungsentwicklung
| Jahr      | 1962 | 1968 | 1975 | 1982 | 1990 | 1999 | 2007 | 2012 |
| Einwohner | 231  | 244  | 237  | 282  | 268  | 310  | 318  | 319  |

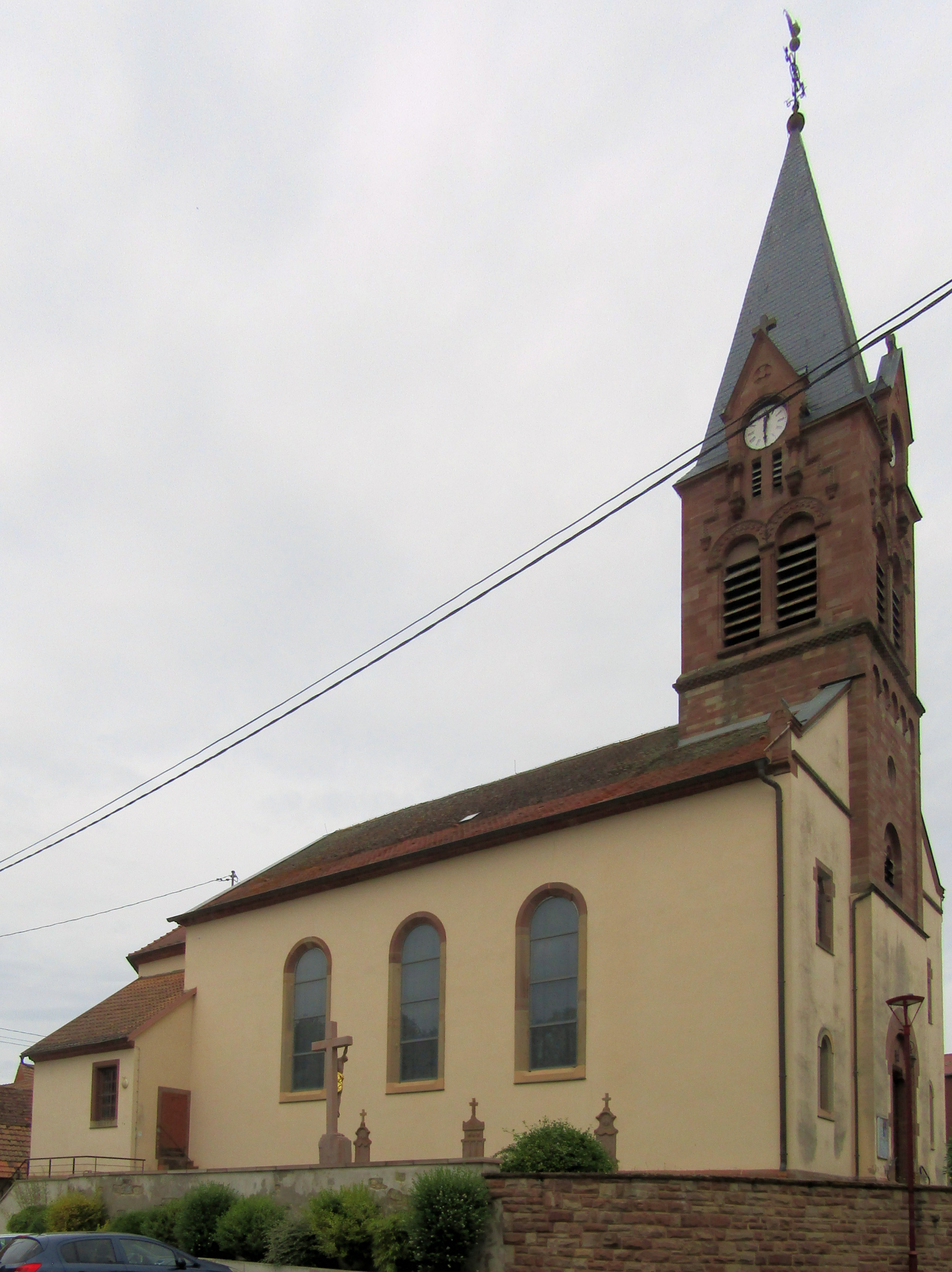
Kirche Saint-Nicolas
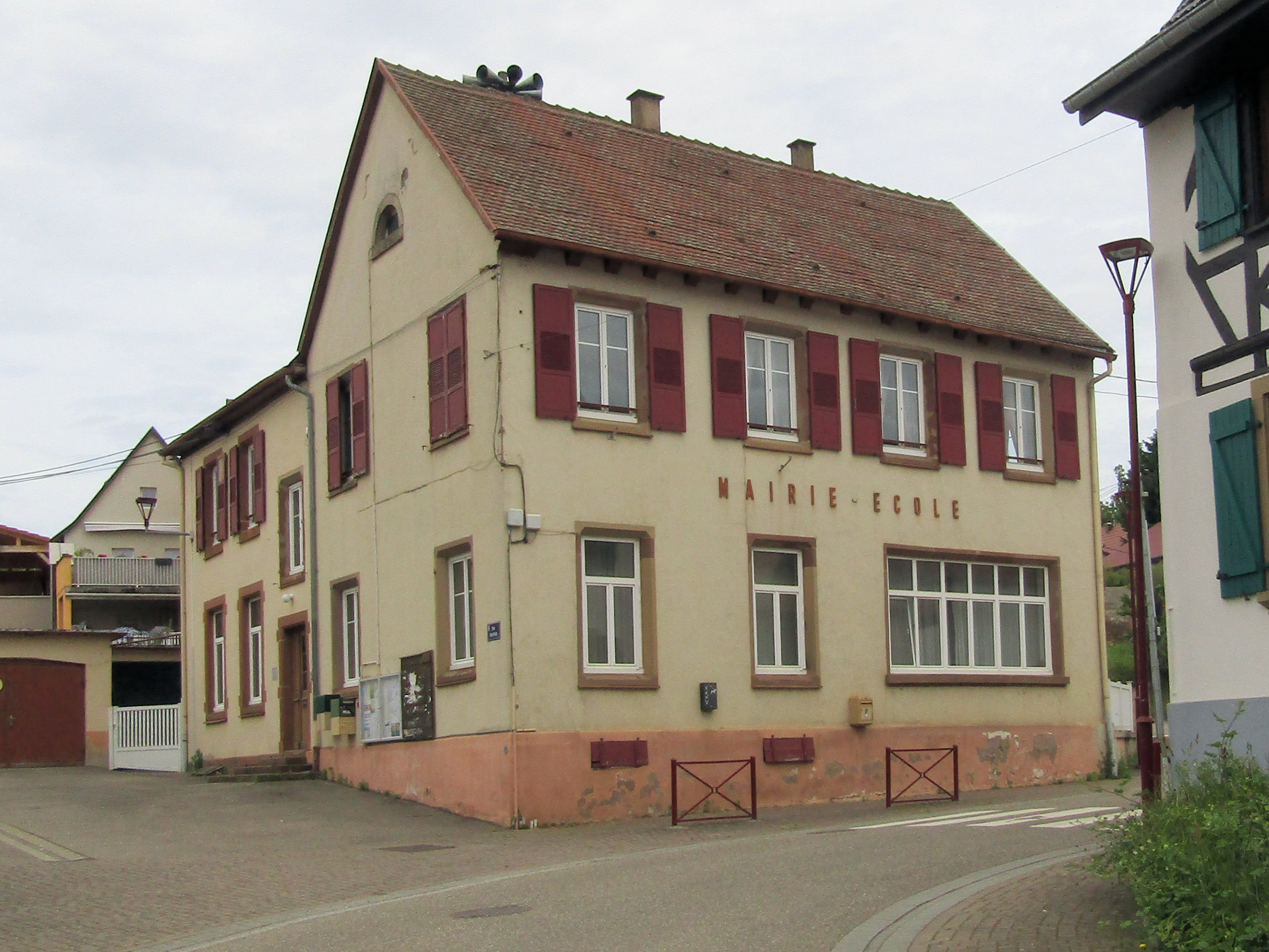
Ehemaliges Rathaus- und Schulgebäude